# Pàndar
Pàndar (en grec antic Πάνδαρος) és un personatge de la Ilíada d'Homer que va participar en la guerra de Troia. Originari de la ciutat de Zelea i fill d'un ancià anomenat Licàon, és un famós arquer, i cap d'un contingent que els licis de la Tròade van enviar per socórrer a Príam. El mateix Apol·lo li va ensenyar a tirar amb l'arc.
En contra dels consells del seu pare, va anar a Troia com a soldat d'infanteria, i no va voler (per avarícia) un carro amb dos cavalls. Apareix per primera vegada al cant IV de la Ilíada. Quan hi va haver la treva entre els grecs i els troians i el combat singular entre Paris i Menelau, fereix amb una fletxa Menelau, incitat per la deessa Atena que se li apareix sota la forma de Laòdoc, un fill de Príam, sabotejant així una treva que podria haver acabat amb el lliurament pacífic d'Hèlena als aqueus. Són els déus, que desitgen la destrucció de Troia, els qui l'inciten a violar la treva. Més endavant fereix també amb una fletxa Diomedes, i actua com auriga de Eneas. Mor a mans de Diomedes, que el colpeja amb l'espasa a la cara, tallant-li la llengua. Es considerava que aquest era el càstig pel seu perjuri, per haver trencat la treva.
En diverses obres medievals, com el Roman de Troie, el Filostrat d'Atenes de  Boccaccio, o el poema "Troilus and Criseyde" de  Chaucer, Pàndar actua com a intermediari en els amors entre la seva neboda Crèssida i el príncep troià Troilos. Aquesta llegenda no forma part de la mitologia grega, sinó que va ser inventada al segle xii. A la versió que  Shakespeare va escriure en la seva obra "Troilus and Cressida" (1609), Pàndar és mostrat com a luxuriós i degenerat.
Pàndar és també el nom d'un company de Eneas a l'Eneida, de Virgili, que li atribueix com a germà un altre arquer, Eurició.